# Joey Veerman
Joey Veerman (Volendam, 19 novembre 1998) è un calciatore olandese, centrocampista del PSV e della nazionale olandese.

## Caratteristiche tecniche
È un centrocampista centrale usato anche come mediano dotato di una buona forza fisica e di una buona abilità con i piedi.

## Carriera

### Club
Cresciuto nel settore giovanile del Volendam, ha esordito fra i professionisti il 9 settembre 2016 disputando l'incontro di Eerste Divisie vinto 1-0 contro il VVV-Venlo.
Nell’estate del 2019 viene acquistato dall’Heerenveen per 500.000 euro. Debutta in massima serie il 31 agosto contro il Fortuna Sittard. Dopo una prima stagione positiva, si afferma nel corso della stagione seguente collezionando diversi gol e assist tra campionato e coppa.
Il 4 gennaio 2022 si trasferisce a titolo definitivo al PSV con cui firma un contratto quadriennale fino al 2026.

### Nazionale
Ha giocato nella nazionale olandese Under-19.
Il 18 giugno 2023 esordisce in nazionale maggiore nella sfida persa 2-3 contro l'Italia. Il 26 marzo 2024 realizza la sua prima rete con gli Oranje nell'amichevole persa 2-1 contro la Germania.

## Statistiche

### Presenze e reti nei club
Statistiche aggiornate al 1º febbraio 2025.
| Stagione          | Squadra           | Campionato        | Campionato | Campionato | Coppe nazionali | Coppe nazionali | Coppe nazionali | Coppe continentali | Coppe continentali | Coppe continentali | Altre coppe | Altre coppe | Altre coppe | Totale | Totale | Totale |
| Stagione          | Squadra           | Comp              | Pres       | Reti       | Comp            | Pres            | Reti            | Comp               | Pres               | Reti               | Comp        | Pres        | Reti        | Pres   | Reti   |        |
| ----------------- | ----------------- | ----------------- | ---------- | ---------- | --------------- | --------------- | --------------- | ------------------ | ------------------ | ------------------ | ----------- | ----------- | ----------- | ------ | ------ | ------ |
| 2016-2017         | Volendam          | ED                | 28+2       | 3          | CO              | 4               | 0               | -                  | -                  | -                  | -           | -           | -           | 34     | 3      |        |
| 2017-2018         | Volendam          | ED                | 34         | 7          | CO              | 2               | 0               | -                  | -                  | -                  | -           | -           | -           | 36     | 7      |        |
| 2018-2019         | Volendam          | ED                | 8          | 2          | CO              | 0               | 0               | -                  | -                  | -                  | -           | -           | -           | 8      | 2      |        |
| ago. 2019         | Volendam          | ED                | 3          | 0          | CO              | 0               | 0               | -                  | -                  | -                  | -           | -           | -           | 3      | 0      |        |
| Totale Volendam   | Totale Volendam   | Totale Volendam   | 73+2       | 12         |                 | 6               | 0               |                    | -                  | -                  |             | -           | -           | 81     | 12     |        |
| 2019-2020         | Heerenveen        | E                 | 22         | 4          | CO              | 4               | 1               | -                  | -                  | -                  | -           | -           | -           | 26     | 5      |        |
| 2020-2021         | Heerenveen        | E                 | 31         | 7          | CO              | 4               | 2               | -                  | -                  | -                  | -           | -           | -           | 35     | 9      |        |
| 2021-gen. 2022    | Heerenveen        | E                 | 18         | 3          | CO              | 2               | 1               | -                  | -                  | -                  | -           | -           | -           | 20     | 4      |        |
| Totale Heerenveen | Totale Heerenveen | Totale Heerenveen | 71         | 14         |                 | 10              | 4               |                    | -                  | -                  |             | -           | -           | 81     | 18     |        |
| gen.-giu. 2022    | PSV               | E                 | 15         | 4          | CO              | 4               | 2               | UECL               | 5                  | 0                  | -           | -           | -           | 24     | 6      |        |
| 2022-2023         | PSV               | E                 | 33         | 4          | CO              | 4               | 0               | UCL+UEL            | 4+8                | 2+3                | SO          | 1           | 0           | 50     | 9      |        |
| 2023-2024         | PSV               | E                 | 29         | 5          | CO              | 0               | 0               | UCL                | 11                 | 2                  | SO          | 1           | 0           | 41     | 7      |        |
| 2024-2025         | PSV               | E                 | 15         | 1          | CO              | 2               | 0               | UCL                | 4                  | 0                  | SO          | 1           | 0           | 22     | 1      |        |
| Totale PSV        | Totale PSV        | Totale PSV        | 92         | 14         |                 | 10              | 2               |                    | 32                 | 7                  |             | 3           | 0           | 137    | 23     |        |
| Totale carriera   | Totale carriera   | Totale carriera   | 238        | 40         |                 | 26              | 6               |                    | 32                 | 7                  |             | 3           | 0           | 299    | 53     |        |

### Cronologia presenze e reti in nazionale
| Cronologia completa delle presenze e delle reti in nazionale ― Paesi Bassi | Cronologia completa delle presenze e delle reti in nazionale ― Paesi Bassi | Cronologia completa delle presenze e delle reti in nazionale ― Paesi Bassi | Cronologia completa delle presenze e delle reti in nazionale ― Paesi Bassi | Cronologia completa delle presenze e delle reti in nazionale ― Paesi Bassi | Cronologia completa delle presenze e delle reti in nazionale ― Paesi Bassi | Cronologia completa delle presenze e delle reti in nazionale ― Paesi Bassi | Cronologia completa delle presenze e delle reti in nazionale ― Paesi Bassi |
| Data                                                                       | Città                                                                      | In casa                                                                    | Risultato                                                                  | Ospiti                                                                     | Competizione                                                               | Reti                                                                       | Note                                                                       |
| -------------------------------------------------------------------------- | -------------------------------------------------------------------------- | -------------------------------------------------------------------------- | -------------------------------------------------------------------------- | -------------------------------------------------------------------------- | -------------------------------------------------------------------------- | -------------------------------------------------------------------------- | -------------------------------------------------------------------------- |
| 18-6-2023                                                                  | Enschede                                                                   | Paesi Bassi                                                                | 2 – 3                                                                      | Italia                                                                     | UEFA Nations League 2022-2023 - Finale 3º posto                            | -                                                                          | 76’                                                                        |
| 7-9-2023                                                                   | Eindhoven                                                                  | Paesi Bassi                                                                | 3 – 0                                                                      | Grecia                                                                     | Qual. Euro 2024                                                            | -                                                                          | 77’                                                                        |
| 13-10-2023                                                                 | Eindhoven                                                                  | Paesi Bassi                                                                | 1 – 2                                                                      | Francia                                                                    | Qual. Euro 2024                                                            | -                                                                          | 29’                                                                        |
| 16-10-2023                                                                 | Atene                                                                      | Grecia                                                                     | 0 – 1                                                                      | Paesi Bassi                                                                | Qual. Euro 2024                                                            | -                                                                          | 62’                                                                        |
| 18-11-2023                                                                 | Amsterdam                                                                  | Paesi Bassi                                                                | 1 – 0                                                                      | Irlanda                                                                    | Qual. Euro 2024                                                            | -                                                                          | 69’                                                                        |
| 21-11-2023                                                                 | Faro                                                                       | Gibilterra                                                                 | 0 – 6                                                                      | Paesi Bassi                                                                | Qual. Euro 2024                                                            | -                                                                          | 46’                                                                        |
| 22-3-2024                                                                  | Amsterdam                                                                  | Paesi Bassi                                                                | 4 – 0                                                                      | Scozia                                                                     | Amichevole                                                                 | -                                                                          | 62’                                                                        |
| 26-3-2024                                                                  | Francoforte sul Meno                                                       | Germania                                                                   | 2 – 1                                                                      | Paesi Bassi                                                                | Amichevole                                                                 | 1                                                                          | 89’                                                                        |
| 6-6-2024                                                                   | Rotterdam                                                                  | Paesi Bassi                                                                | 4 – 0                                                                      | Canada                                                                     | Amichevole                                                                 | -                                                                          | 85’                                                                        |
| 10-6-2024                                                                  | Rotterdam                                                                  | Paesi Bassi                                                                | 4 – 0                                                                      | Islanda                                                                    | Amichevole                                                                 | -                                                                          |                                                                            |
| 16-6-2024                                                                  | Amburgo                                                                    | Polonia                                                                    | 1 – 2                                                                      | Paesi Bassi                                                                | Euro 2024 - 1º turno                                                       | -                                                                          | 15’ 62’                                                                    |
| 21-6-2024                                                                  | Lipsia                                                                     | Paesi Bassi                                                                | 0 – 0                                                                      | Francia                                                                    | Euro 2024 - 1º turno                                                       | -                                                                          | 73’                                                                        |
| 25-6-2024                                                                  | Berlino                                                                    | Paesi Bassi                                                                | 2 – 3                                                                      | Austria                                                                    | Euro 2024 - 1º turno                                                       | -                                                                          | 35’                                                                        |
| 2-7-2024                                                                   | Monaco di Baviera                                                          | Romania                                                                    | 0 – 3                                                                      | Paesi Bassi                                                                | Euro 2024 - Ottavi di finale                                               | -                                                                          | 69’                                                                        |
| 6-7-2024                                                                   | Berlino                                                                    | Paesi Bassi                                                                | 2 – 1                                                                      | Turchia                                                                    | Euro 2024 - Quarti di finale                                               | -                                                                          | 73’                                                                        |
| 10-7-2024                                                                  | Dortmund                                                                   | Paesi Bassi                                                                | 1 – 2                                                                      | Inghilterra                                                                | Euro 2024 - Semifinale                                                     | -                                                                          | 35’                                                                        |
| Totale                                                                     |                                                                            | Presenze                                                                   | 16                                                                         |                                                                            | Reti                                                                       | 1                                                                          |                                                                            |

## Palmarès
- Coppa dei Paesi Bassi: 1

PSV: 2022-2023
- Supercoppa dei Paesi Bassi: 2

PSV: 2023, 2025
- Campionato olandese: 2

PSV: 2023-2024, 2024-2025